# مقصدهای پروازی اویانکا اکوادور
مقصدهای پروازی اویانکا اکوادور به شرح زیر است:
|  | قطب شرکت هواپیمایی |
|  | مقصدهای آتی        |
|  | مقصدهای متوقف‌شده   |